# Eskimo (sladoled)
Eskimo je avstrijska blagovna znamka sladoleda v lasti skupine Unilever.

## Zgodba
Podjetje Eskimo je bilo ustanovljno leta 1927 kot blagovna znamka za sladoled avstrijskega podjetja MIAG, ki je bilo kasneje prodano avstrijskem podjetju Unilever AG. Leta 1962 je proizvodnjo zamrznjene hrane prevzel Hans Petter iz Raasdorfu blizu Dunaja. Leta 1965 je bila proizvodnja »Eskimo« in verjetno prvič tako imenovan »Iglo« prestavljena v 1. kombinirani obrat za proizvodnjo sladoleda in zamrznjene hrane v Groß-Enzersdorfu.
Leta 1970 se je Unileverjeva hčerinska družba Eskimo Eis / Petter Iglo TKK združila z Nestléjevo hčerinsko družbo Jopa Eis / Findus TKK v Eskimo-Iglo GmbH (Unilever 75 %, Nestlé 25 %). Medtem ko je bila proizvodnja sladoleda ustavljena leta 1998, je blagovna znamka "Eskimo" ostala za sladoled, ki se je od takrat uvažal iz Nemčije in se še vedno prodaja pod imenom Eskimo. Eskimo zdaj v Avstriji prodaja Unilever Austria GmbH. Za zgodovino podjetja glejte tudi Eskimo-Iglo. Še preden je bil logotip »Heartbrand« uveljavljen, je bil logotip Eskimo podoben logotipu Langnese.
Nekateri zelo priljubljeni okusi sladoleda se prodajajo izključno v Avstriji.

## Blagovne znamke v drugih državah
Zaradi velike priljubljenosti se okusi sladoleda v liniji sladoledov Unilever prodajajo pod imenom, pod katerim je bila ponudba poznana pred prevzemom. Vendar pa je logotip podjetja, ki je znan kot »Heartbrand«, enoten v vseh državah.
| Logotip     | Ime               | Razpoložljivost |
| ----------- | ----------------- | --- |
|             | Algida            | Albanija, Kosovo, Grčija, Hrvaška, Italija, Srbija, Češka, Poljska, Romunija, Rusija, Slovaška, Turčija (kot ALGİDA), Madžarska in Ciper (na Severnem Cipru kot ALGİDA) |
|             | Bresler           | Čile in Bolivija |
|             | Eskimo            | Hrvaška, Slovenija, Norveška, Avstrija |
| 100x100_pik | Frigo             | Španija |
|             | Frisko            | Danska |
| 100x100_pik | GB Glace          | Finska in Švedska |
|             | Glidat Strauss    | Izrael |
|             | Good Humor        | Združene države Amerike |
|             | HB                | Irska |
|             | Helados La Fuente | Kolumbija |
|             | Holanda           | Mehika |
|             | Инмарко (Inmarko) | Rusija |
|             | Kibon             | Brazilija |
|             | Kwality Wall's    | Indija |
| 100x100_pik | Langnese          | Nemčija |
|             | Lusso             | Švica |
|             | Miko              | Egipt in Francija |
|             | Ola               | Belgija, Nizozemska in Južna Afrika |
| 100x100_pik | Olá               | Portugalska |
|             | Pingüino          | Ekvador |
|             | Selecta           | Filipini |
|             | Streets           | Avstralija in Nova Zelandija |
|             | Tio Rico          | Venezuela |
|             | Wall's            | Anglija, Škotska, Wales, Kitajska, Indija, Indonezija, Kanada, Malezija, Singapur, Pakistan, Laos in Tajska                                                             |
|             | Wall's HB         | Severna Irska |
|             | 和路雪            | Ljudska republika Kitajska |

Unilever je prevzel tudi rusko podjetje Inmarko, a je bil logotip prilagojen šele kasneje. Paleta izdelkov je v veliki meri podobna ponudbi Eskimo, vendar je bila dopolnjena s tradicionalnimi ruskimi izdelki.